# Distoneura pastaza
Distoneura pastaza är en fjärilsart som beskrevs av Louis Beethoven Prout 1934. Distoneura pastaza ingår i släktet Distoneura och familjen mätare. Inga underarter finns listade i Catalogue of Life.